# Greentop (Misuri)
Greentop es una ciudad ubicada en el condado de Schuyler en el estado estadounidense de Misuri. En el Censo de 2010 tenía una población de 442 habitantes y una densidad poblacional de 208,63 personas por km².

## Geografía
Greentop se encuentra ubicada en las coordenadas 40°21′4″N 92°33′58″O / 40.35111, -92.56611. Según la Oficina del Censo de los Estados Unidos, Greentop tiene una superficie total de 2.12 km², de la cual 2.12 km² corresponden a tierra firme y (0.12%) 0 km² es agua.

## Demografía
Según el censo de 2010, había 442 personas residiendo en Greentop. La densidad de población era de 208,63 hab./km². De los 442 habitantes, Greentop estaba compuesto por el 98.87% blancos, el 0% eran afroamericanos, el 0% eran amerindios, el 0.68% eran asiáticos, el 0% eran isleños del Pacífico, el 0.23% eran de otras razas y el 0.23% pertenecían a dos o más razas. Del total de la población el 0.9% eran hispanos o latinos de cualquier raza.